# Hypomyrina nomenia
Hypomyrina nomenia är en fjärilsart som beskrevs av William Chapman Hewitson 1874. Hypomyrina nomenia ingår i släktet Hypomyrina och familjen juvelvingar. Inga underarter finns listade i Catalogue of Life.

## Bildgalleri

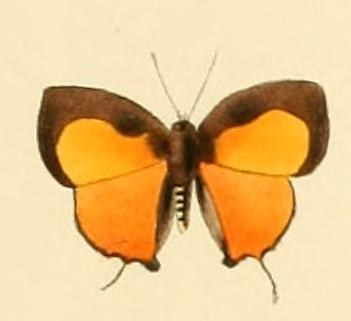
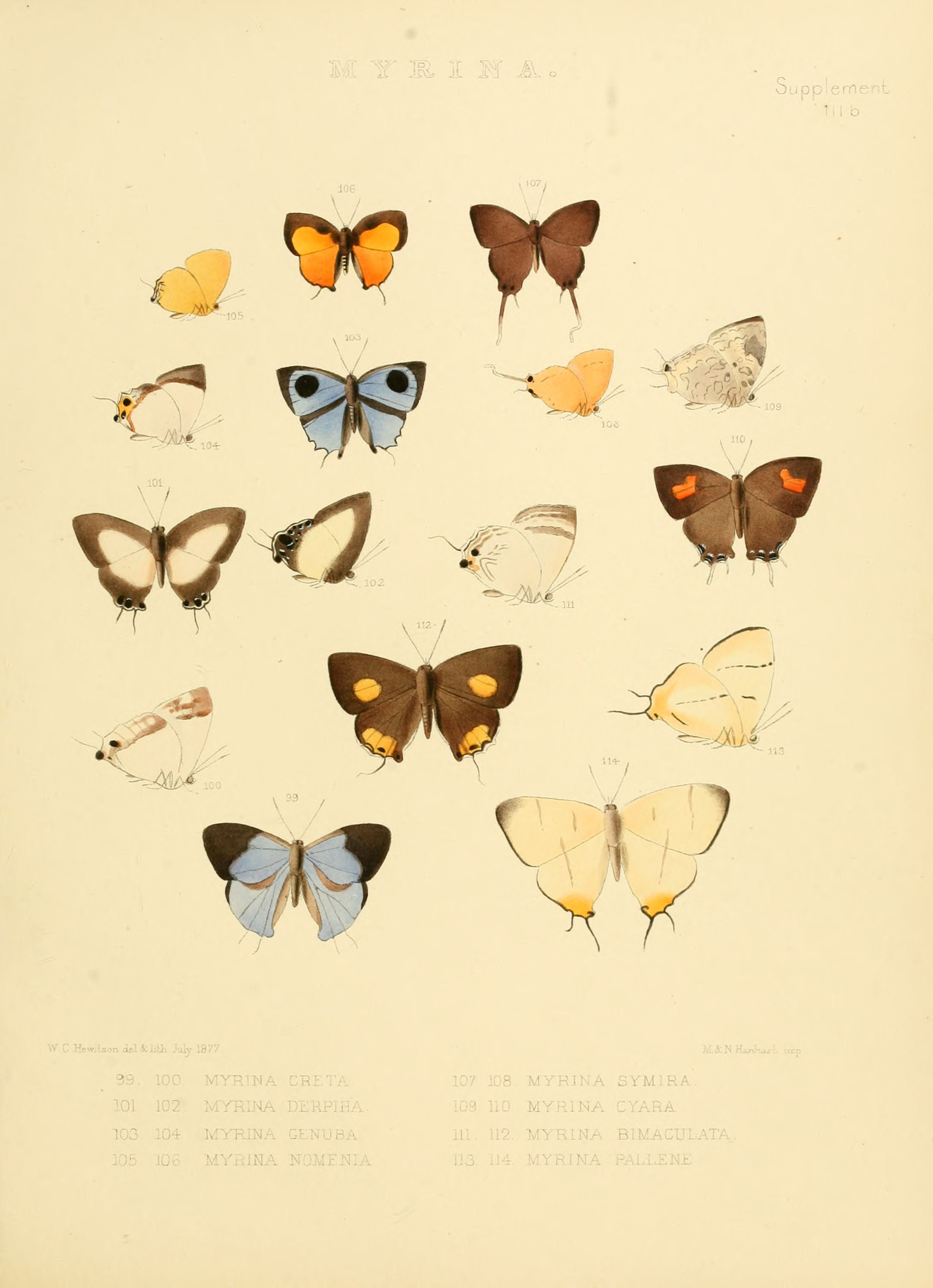